# Ramularia parietariae
Ramularia parietariae är en svampart som beskrevs av Pass. 1876. Ramularia parietariae ingår i släktet Ramularia och familjen Mycosphaerellaceae.   Inga underarter finns listade i Catalogue of Life.